# Archegosauridae
Archegosauridae foi uma família de tetrápodes com focinho relativamente grandes e longos que viveram no período Permiano. Eram muito provavelmente parecidos com crocodilos e tinham tamanho e comportamento semelhantes.

## Galeria

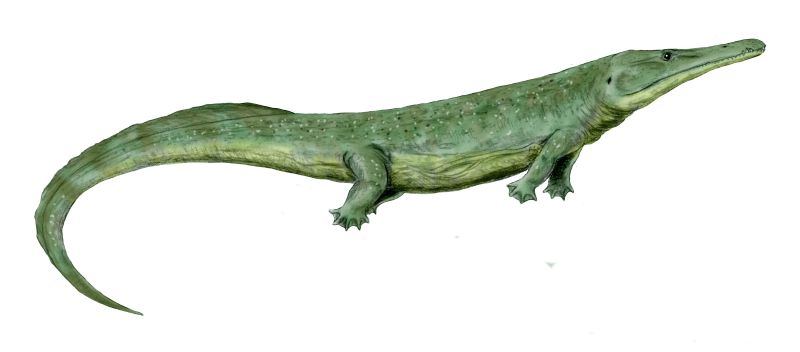
Prionosuchus
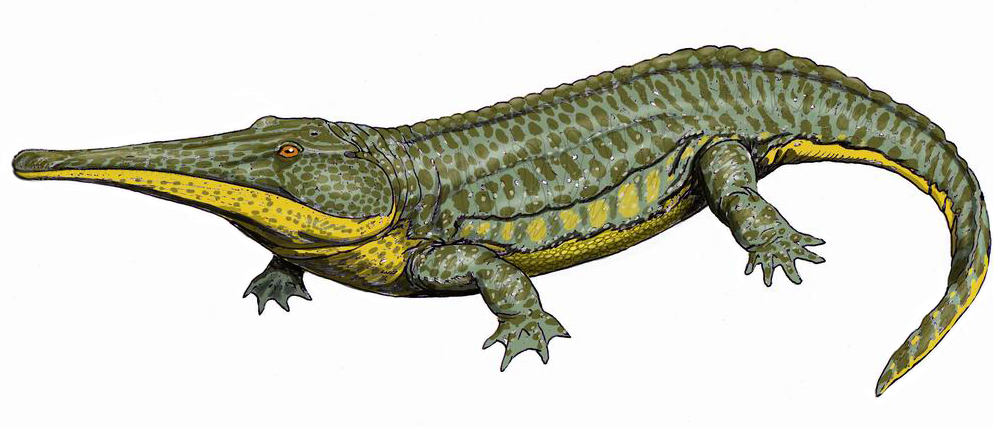
Platyoposaurus
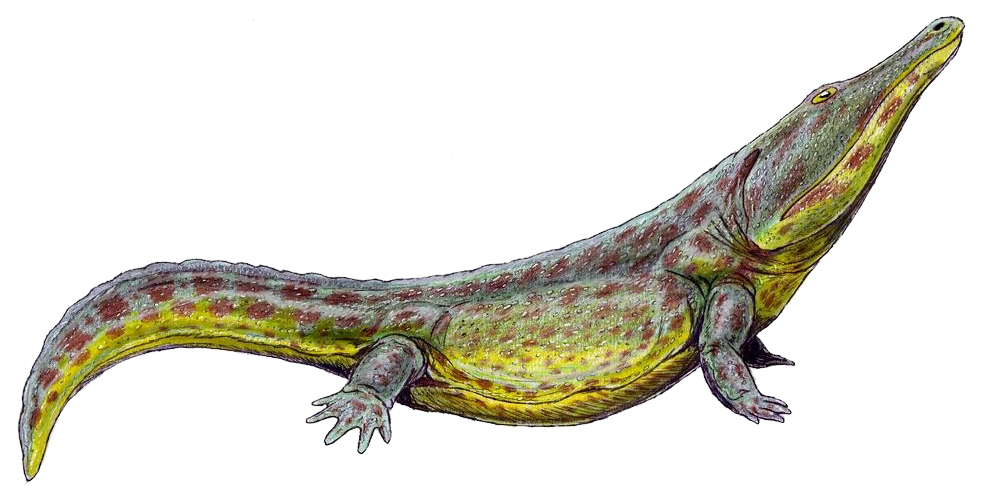
Konzukovia
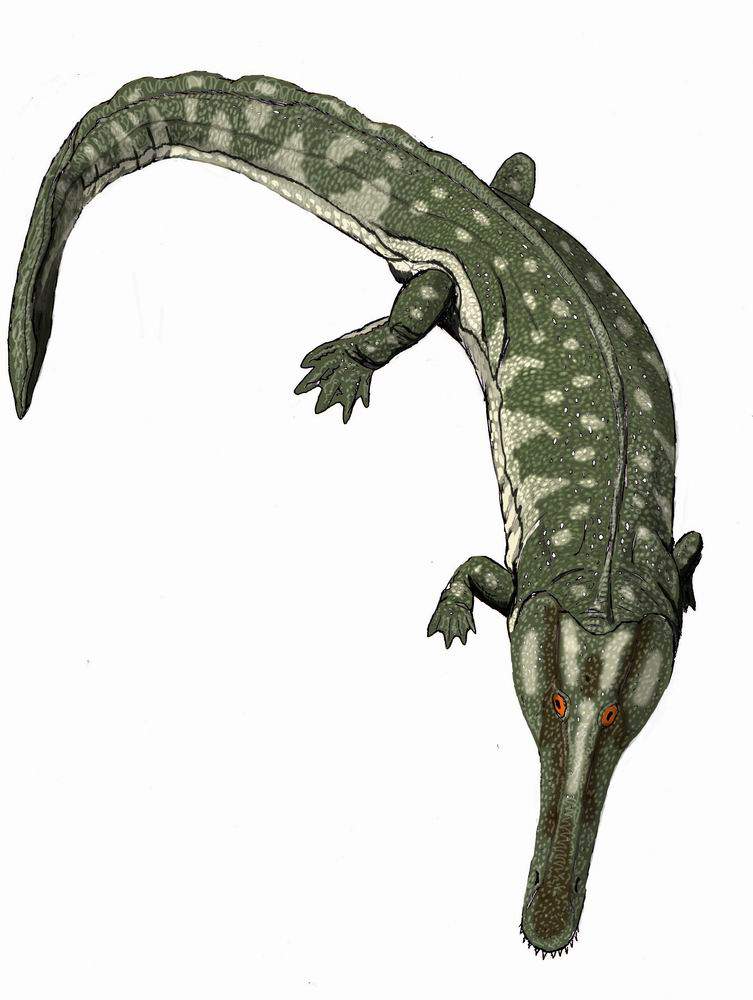
Collidosuchus
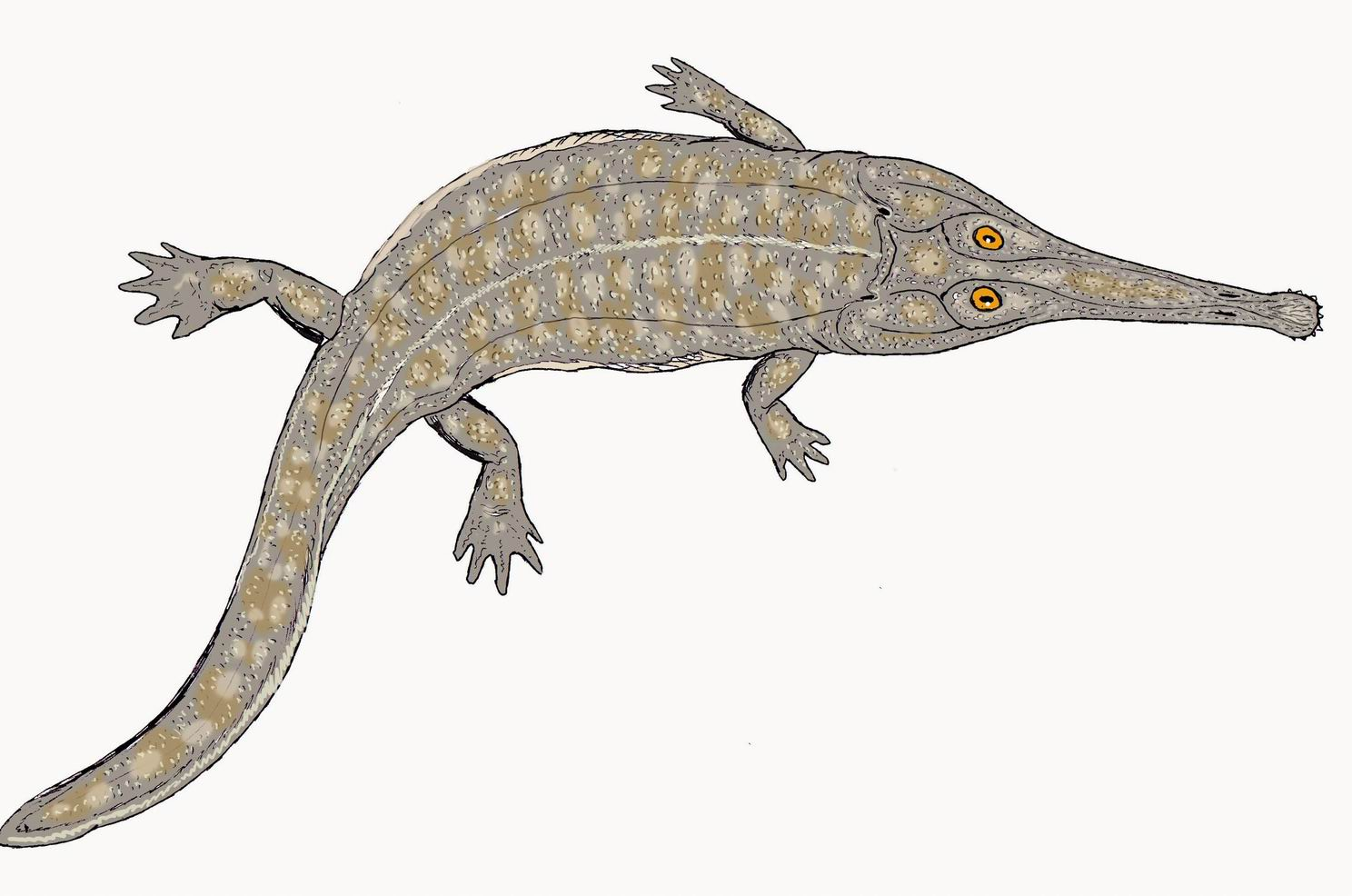
Australerpeton